# Institut Max-Planck de médecine expérimentale
L'Institut Max Planck de médecine expérimentale (allemand : Max-Planck-Institut für Experimentelle Medizin) est situé à Göttingen, en Allemagne. Fondé en 1947 sous le nom de  Medizinische Forschungsanstalt der Kaiser-Wilhelm-Gesellschaft, il reçoit son nom actuel en 1965. Le 1er janvier 2022, l’institut a fusionné avec l’Institut Max-Planck de chimie biophysique de Göttingen pour former l’Institut Max-Planck de sciences multidisciplinaires.
Il était l'un des quatre-vingt instituts de la Société Max-Planck (Max-Planck-Gesellschaft). Les derniers directeurs de l’institut furent Nils Brose, Klaus-Armin Nave et Walter Stühmer.

## Recherche
La recherche se concentre sur les neurosciences. Les activités de recherche couvrent un large éventail de sujets, allant des analyses moléculaires de base des processus neuronaux aux études cliniques sur de nouvelles thérapies des troubles neurologiques et psychiatriques chez les patients. L'objectif principal de toutes ces études est de comprendre les processus moléculaires et cellulaires de base dans la fonction cérébrale, d'analyser leur dysfonctionnement pathologique dans les maladies psychiatriques et neurologiques et, finalement, de développer de nouvelles thérapies pour ces troubles.